# Ålands skärgård

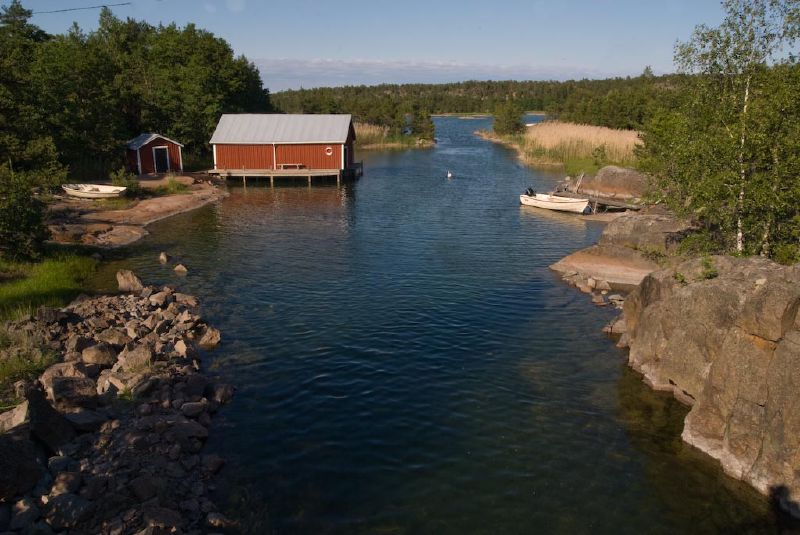
Ett båthus i Ålands skärgård.

Ålands skärgård ligger i Skärgårdshavet mellan Fasta Åland och Skiftet. Egentligen är hela landskapet Åland skärgård, varav den största ön kallas Fasta Åland. Dock brukar man på Åland omtala enbart de sex kommunerna Brändö, Föglö, Kumlinge, Kökar, Sottunga och Vårdö som skärgårdskommuner. Dessa sex kommuner bildar också den liknämnda ekonomiska regionen Ålands skärgård. Ingendera ligger på eller har fast förbindelse (bro/vägbank) till fasta Åland. Dock saknar ingen åländsk kommun öar och strand.

## Ålandstrafiken
Landskapet Åland driver de skärgårdsfärjor som trafikerar Ålands skärgård. Färjetrafiken sköts av Ålands landskapsregerings trafikavdelning under varumärket Ålandstrafiken. 